# Шушњићи
Шушњићи (итал. Susgnano) је насељено место у Републици Хрватској у Истарској жупанији. Административно је у саставу Града Пореча.

## Становништво
Према последњем попису становништва из 2001. године у насељу Шушњићи су живела 24 становника који су живели у 7 породичних домаћинстава.
Кретање броја становника по пописима 1857—2001.
| година пописа  | 1857. | 1869. | 1880. | 1890. | 1900. | 1910. | 1921. | 1931. | 1948. | 1953. | 1961. | 1971. | 1981. | 1991. | 2001. |
| бр. становника | 0     | 0     | 19    | 28    | 34    | 37    | 0     | 0     | 37    | 30    | 24    | 23    | 21    | 19    | 24    |

Напомена:У 1857., 1869., 1921. и 1931. подаци су садржани у насељу Бадерна. Од 1880. до 1910. исказивано под именом Сушнић. Од 1880. до 1910. и 1948. исказивано као део насеља